# Hakuōki
Hakuōki (jap. 薄桜鬼 〜新選組奇譚〜 Hakuōki ~Shinsengumi Kitan~) ist ein japanisches Multimedia-Franchise, in dessen Zentrum eine seit 2008 erscheinende Reihe von Otome Games steht. Daneben zählen Animes, Mangas und Bühnenstücke zum Franchise.

## Inhalt
Im Japan in der Mitte des 19. Jahrhunderts begibt sich die junge Chizuru Yukimura (雪村 千鶴) auf die Suche nach ihrem Vater nach Kyoto. Dort wird sie auf der Straße angegriffen und von den Shinsengumi gerettet, die sie in Gewahrsam nehmen. Sie erfahren, dass Chizurus Vater der Arzt ist, den auch sie suchen, denn er hat ein Lebenselixier entwickelt, das Menschen in unverwundbare, blutrünstige Bestien (羅刹 Rasetsu) verwandelt. So nehmen sie das Mädchen bei sich auf und sie begleitet die Shinsengumi bei einigen Aufträgen für das Bakufu. Während der Zeit bei ihnen entwickelt sie eine enge Beziehung zu einigen der Mitglieder, darunter Toshizo Hijikata (土方 歳三). Schließlich tritt die Truppe einer mysteriösen Fraktion entgegen, die aus Bestien zu bestehen scheint, die Chizurus Vater erschaffen hat.

## Spielereihe
Bei den Spielen der Hauptreihe handelt es sich stets um Otome Games, das heißt die weibliche Rolle, die gespielt wird, soll eine Beziehung zu einem der Protagonisten aus dem männlichen Harem aufbauen. Die Mechanik ist die einer Visual Novel und verlangt wenig Interaktion mit dem Nutzer ab, der vor allem über die präsentierten Dialoge der Geschichte folgt. Die in Dialogen ausgewählten Antworten beeinflussen die Zuneigung des als Ziel gewählten Kämpfers und der Ausgang einer gewählten Route hängt von der am Ende der Geschichte erreichten Zuneigung ab. Die Spiele wurden von Idea Factory veröffentlicht und vom hauseigenen Studio Design Factory entwickelt. Folgende Spiele wurden in der Hauptserie veröffentlicht:
- 2008: Hakuōki: Shinsengumi Kitan (薄桜鬼 〜新選組奇譚〜)
- 2009: Hakuōki: Zuisōroku (薄桜鬼 随想録)
- 2010: Hakuōki: Junsōroku (薄桜鬼 巡想録)
- 2015: Hakuōki: Zuisōroku - Omokagebana (薄桜鬼 随想録 面影げ花)
- 2015: Hakuōki: Shinkai - Kaze no Shō (薄桜鬼 真改 風ノ章)
- 2016: Hakuōki: Shinkai - Hana no Shō (薄桜鬼 真改 華ノ章)
- 2017: Hakuōki: Shinkai Fuukaden (薄桜鬼 真改 風華伝)
- 2018: Hakuōki: Shinkai for iOS & Android (薄桜鬼 真改 for iOS & Android)

2010 erschien außerdem das Prequel Hakuōki: Reimeiroku (薄桜鬼 黎明録). Darüber hinaus erschienen mehrere Ableger:
- 2010: Hakuōki: Yūgiroku (薄桜鬼 遊戯録)
- 2012: Hakuōki: Yūgiroku Ni – Matsuri Hayashi to Taishitachi (薄桜鬼 遊戯録弐 祭囃子と隊士達)
- 2012: Hakuōki: Bakumatsu Musōroku (薄桜鬼 幕末無双録)
- 2012: Hakuōki: Kyōkaroku (薄桜鬼 鏡花録)
- 2013: Urakata Hakuōki (裏語 薄桜鬼)
- 2014: Hakuōki SSL: Sweet School Life (薄桜鬼 SSL)

## Mangas
2009 erschien in Japan mit Hakuōki: Junrenka (薄桜鬼 巡恋華) eine erste Adaption des Spiels als Manga. Sie wurde geschaffen von Hana Shinohara, Kaori Akatsuki und Ruru. Die Veröffentlichung von ASCII Media Works umfasst zwei Bände.
Eine zweite Adaption erschien ab August 2011 im Magazin Sylph unter dem Titel Hakuōki Sekkaroku (薄桜鬼 雪華録) beim gleichen Verlag. Die von Kana Shinohara geschaffene Serie umfasste einen Sammelband.

## Animes
2010 wurde zur Spieleserie eine Anime-Fernsehserie produziert. Sie entstand bei Studio Deen unter der Regie von Osamu Yamasaki. Das Charakterdesign für die Adaption entwarf Atsuko Nakajima und die künstlerische Leitung lag bei Satoru Hirayanagi. Für den Ton war Yoshikazu Iwanami zuständig und verantwortlich für die Kameraführung war Akira Shimozaki. Die Produzenten waren Asuka Yamazaki, Kazuhiko Hasegawa und Mitsutoshi Ogura. Die 12 Folgen der ersten Staffel mit je 24 Minuten Laufzeit wurden vom 4. April bis 20. Juni 2010 von TV Kanagawa, Chiba TV, TV Saitama, KBS Kyoto, Sun TV, AT-X, Tokyo MX und TV Aichi ausgestrahlt. Es folgte eine zweite Staffel mit weiteren zehn Folgen vom 10. Oktober bis 12. Dezember 2010 und schließlich eine dritte Staffel mit 12 Folgen vom 9. Juli bis 24. September 2012. Die Serie wurde ins Englische und Tagalog synchronisiert sowie in Taiwan veröffentlicht. 2016 entstand eine weitere Anime-Fernsehserie als Ableger. Die 12 Folgen der Comedy-Serie sind nur je 5 Minuten lang. Sie entstand bei Studio DLE.
Neben der Animeserie wurde mehrere Kurzserien als Original Video Animation veröffentlicht:
- 2011: Hakuōki Sekkaroku (薄桜鬼 雪華録), 6 Folgen
- 2015: Hakuōki Shinkai: Kaze no Shō (薄桜鬼 真改 風ノ章), 1 Folge, 11 Minuten
- 2021: Hakuōki (薄桜鬼), 3 Folgen

Darüber hinaus kamen in Japan zwei Filme zum Franchise in die Kinos. Diese sind 2016 bei KSM auch auf Deutsch erschienen.
- 2013: Hakuōki Dai-isshō Kyoto Ranbu (薄桜鬼 第一章 京都乱舞), dt. als Hakuoki: Demon of the Fleeting Blossom: Wild Dance of Kyoto
- 2014: Hakuōki Dai-nishō Shikon Sōkyū (薄桜鬼 第二章 士魂蒼宮), dt. als Hakuoki: Demon of the Fleeting Blossom: Warrior Spirit of the Blue Sky

### Synchronisation
| Rolle            | Japanische Stimme |
| ---------------- | ----------------- |
| Chizuru Yukimura | Hōko Kuwashima    |
| Toshizō Hijikata | Shinichiro Miki   |
| Heisuke Tōdō     | Hiroyuki Yoshino  |
| Sanosuke Harada  | Koji Yusa         |
| Hajime Saitō     | Kōsuke Toriumi    |
| Sōji Okita       | Showtaro Morikubo |

### Musik
Die Musik der Serie wurde komponiert von Kou Otani. Die Vorspannlieder sind:
- Izayoi Namida (十六夜涙) von Aika Yoshioka
- Maikaze (舞風) von Aika Yoshioka
- Reimei -reimei- von Maon Kurosaki

Die Abspanne sind mit folgenden Liedern unterlegt:
- Kimi no Kioku (君ノ記憶) von mao
- Akane Sora ni Negafu (茜空に願ふ) von mao
- Hana No Atosaki von mao

## Bühnenstücke
Seit 2012 wurde in Japan jedes Jahr mindestens eine Adaption der Spieleserie als Musical aufgeführt, ehe diese Reihe 2020 wegen der COVID-19-Pandemie unterbrochen werden musste. Verantwortlich für die Produktionen ist Nobuhiro Mori, bisher wurden 15 Stücke aufgeführt. Ein weiteres soll im April 2023 kommen. 2022 hatte die Musical-Reihe, auch bekannt als Hakumyu, ihr 10-jähriges Jubiläum.